# Karl Siegstad
Karl Kristian Andreas Siegstad (* 5. Dezember 1930 in Aasiaat; † 17. Januar 2010) war ein grönländischer Schriftsteller.

## Leben
Karl Siegstad war der uneheliche Sohn von Nikoline Frederikke Eleonora Helene Siegstad (1911–?), Tochter des Schmieds Abel Peter Gabriel Siegstad (1864–1942) und seiner zweiten Frau Agathe Rakel Dorthea Gideonsen (1875–?). Die Halbschwester seiner Mutter war mit Otto Rosing (1896–1965) verheiratet.
Karl Siegstad wurde in Aasiaat geboren, wuchs aber in Savissivik im Norden Grönlands auf. Später zog er zurück an die Diskobucht, wo er als Seemann arbeitete. Später lebte er wieder in seiner Geburtsstadt. Dort war er eine Zeit lang Mitglied des Rats der Gemeinde Aasiaat. Er war außerdem einige Jahre Direktor des Verlags Atuakkiorfik. Karl Siegstad war vor allem als Debatteur in der Öffentlichkeit bekannt und schrieb häufig Leserbriefe in der Zeitung. Daneben veröffentlichte er mehrere Bücher zur alten grönländischen Kultur.
Für seinen Debütroman Iluliarsuit oqquanni, das als einziges seiner Bücher ins Dänische übersetzt wurde (I ly bag isfjeldene), wurde er 1997 für den Literaturpreis des Nordischen Rates nominiert. Am 29. August 2001 wurde er mit dem Nersornaat in Silber ausgezeichnet. 2003 erhielt er den Aronprisen von Atuakkiorfik und 2009 den grönländischen Weihnachtsbriefmarkenpreis. Karl Siegstad starb 2010 im Alter von 79 Jahren.

## Werke
- 1995: Iluliarsuit oqquanni
- 2000: Inuunerup sarfarissinerani
- 2003: Piumasarput malissiuk
- 2005: Kunuunnguakkullu naapeqisugut
- 2009: Qimussernerup silarsuaani